# Arroyo Sauce (Arroyo Yapeyú)
Der Arroyo Sauce ist ein Fluss in Uruguay.
Er entspringt auf dem Gebiet des Departamento Río Negro und fließt in überwiegend südliche Richtung, bevor er linksseitig in den Arroyo Yapeyú mündet, dessen wichtigster Nebenfluss er ist.